# Benu
Benu (do verbo egípcio ueben, "brilhar", "erguer"), também grafado Bennu, era na mitologia egípcia uma ave legendária parecida à extinta garça de Heron (Ardea bennuides).
Em algumas representações artísticas, o Benu tinha sobre a cabeça a coroa branca do Alto Egito acompanhada por duas plumas altas, formando a coroa atef.
Não se sabe muito sobre o culto ao Benu, exceto que estava centrado em Heliópolis.
Este animal era considerado como o ba (alma) do deus Rá (o sol, na sua forma de Atum) quando este surgira no momento da criação do mundo pousando na pedra Benben, a primeira porção de terra emersa das águas primordiais, identificadas ao Deus Nun, tendo dado origem à vida. A ave era vista, em outros casos, como o ba (alma) de Osíris, surgida após a morte do deus nas mãos de Seti.
Segundo outro mito egípcio, uma gansa, conhecida como a "Grande Grasnadora", põe o primeiro ovo, do qual sai Benu. 
Os antigos Gregos identificaram este animal com a fénix. Segundo Heródoto o Benu surgia apenas cada quinhentos anos, trazendo o corpo do pai falecido. De acordo com outros autores antigos, a ave criava um fogueira na qual perecia e a partir da qual surgia uma nova ave.